# أنتوني فونتانا
أنتوني فونتانا (بالإنجليزية: Anthony Fontana) هو لاعب كرة قدم أمريكي، ولد في 14 أكتوبر 1999 في نيوارك في الولايات المتحدة. لعب مع فيلادلفيا يونيون.

## وصلات خارجية
- أنتوني فونتانا على موقع الدوري الأمريكي (الإنجليزية)
- أنتوني فونتانا على موقع قاعدة بيانات كرة القدم.إي يو (الإنجليزية)
- أنتوني فونتانا على موقع Soccerbase.com (لاعب) (الإنجليزية)
- أنتوني فونتانا على موقع Soccerway.com (الإنجليزية)
- أنتوني فونتانا على موقع عالم كرة القدم.نت (الإنجليزية)